# ドルーリー朱瑛里
ドルーリー 朱瑛里（ドルーリー しぇり、2007年11月16日 - ）は、日本の女子陸上競技選手。専門は中距離走、長距離走。
岡山県津山市出身。父親がカナダ人、母親が日本人のハーフ。
2024年U20アジア陸上競技選手権大会金メダリスト。

## 経歴
中学3年時に全日本中学陸上1500mに出場し優勝。同年の全国女子駅伝で岡山県代表として3区を走り、9分02秒の区間新。
2023年、岡山県立津山高等学校に進学。同年のインターハイ女子1500mで3位に入り、田中希実の持っていた高1最高記録を更新。同年の全国女子駅伝では2区で12分47秒の区間5位。この頃、メディアが取材と称して同級生の自宅まで駆けつけたり、SNSにおける過剰表現や、肖像権の侵害に本人は大変な思いやつらい思いをした。これに対して陸上界のレジェンドの新谷仁美は「成長を見守る体制をとってほしい。世間や競技の反応よりも本人の心を一番に優先してください」と呼び掛けた。
2024年、U20アジア陸上競技選手権大会の日本代表に選出され、女子1500mにおいて4分21秒41で金メダル獲得。6月28日、日本選手権女子1500メートルにおいて、4分18秒16で7位に入った。
8月のU20世界選手権の女子1500mでは、予選1組において4分27秒08で11位となり、決勝進出ならず。